# Micronaut
Micronaut — це відкритий фреймворк, заснований на віртуальній машині Java (скор. англ. JVM) для створення мікросервісів у галузі програмування.
Дизайн Micronaut оснований на тому, щоб не використовувати рефлексію, і таким чином зменшити використання віртуальної пам'яті та зменшити час на запуск програми.
Фреймворк був створений командою, що також працювала над Grails. Проєкт підтримується Micronaut Foundation.
Micronaut містить наступні інструменти для розробки програм, основаних на JVM:
- Впровадження залежностей
- Інверсія керування (скор. англ. IoC)
- Аспектно-орієнтоване програмування (скор. англ. AOP)
- Sensible Defaults та авто-конфігурація